# Fundació Emys
La Fundació Emys és una organització sense ànim de lucre amb seu a la masia de Can Moragues, a Riudarenes (la Selva) i destinada a l'estudi i conservació del patrimoni natural i cultural de Catalunya.
Nascuda l'any 2003, l'entitat centra especialment la seva atenció en la gestió sostenible del món rural, i es focalitza principalment a fer compatible l'activitat humana amb la conservació de la biodiversitat i la gestió del canvi global per a un desenvolupament sostenible. L'entitat destaca especialment per la seva experiència en custòdia del territori, així com per la seva experiència en recerca en herpetofauna, concretament en la tortuga d'estany Emys orbicularis, que és la que dona nom a l'entitat.

## Premis i distincions
- Premi Caixa Sabadell 2007 al millor projecte d'investigació relacionat amb el medi ambient[6]
- Premi Caixa Sabadell 2009 al millor projecte d'investigació relacionat amb el medi ambient[6]
- Premi Medi Ambient 2014 (Generalitat de Catalunya)[7]